# Estadio Municipal de La Molina
El Estadio Municipal de La Molina es un estadio de fútbol ubicado en el distrito de La Molina, en la ciudad de Lima, capital del Perú. Tiene una capacidad de 5000 espectadores, cuenta con 2 tribunas de oriente y occidente con 2500 cada una. Asimismo, cuenta con mallas metálicas de 2,3 m de altura, 3 camerinos, zona técnica, servicios higiénicos, acceso directo a estacionamientos, tribunas y campo de fútbol con césped artificial.
Antes de la construcción de este recinto, el terreno era utilizado como relleno sanitario y depósito de tierra. En febrero del 2008, el alcalde de ese entonces, Luis Dibós Vargas-Prada, empezó el proyecto y lo terminó con éxito el 21 de septiembre del 2008, inaugurando el recinto con presencia de Arturo Woodman, presidente del IPD. En marzo del 2010, el mismo alcalde inauguró el sistema de iluminación que cuenta con 4 postes con 8 reflectores cada uno, convirtiéndose este recinto en el primer estadio municipal de Lima en tener sistema de iluminación. Aun así, está estudiándose la ampliación y construcción de nuevas tribunas para aumentar la capacidad del estadio a 15 000 espectadores.
En 2010, fue sede por primera vez de un partido de fútbol profesional. El 5 de junio por la primera fecha del Torneo de Segunda División, Atlético Minero fue local y empató 1-1 ante Atlético Torino de Talara. Unos meses después, el 19 de febrero de 2011 fue sede de un partido de Deportivo Municipal, en el que goleó por 5-0 a Estudiantil Lucanas por la Liga del Cercado.